# Коркоран, Том
Томас Армстронг Коркоран (англ. Thomas Armstrong Corcoran; 16 ноября 1931, Иокогама — 27 июня 2017, Сибрук-Айленд) — американский горнолыжник, специалист по слалому и гигантскому слалому. Выступал за сборную США по горнолыжному спорту во второй половине 1950-х годов, четырёхкратный чемпион национального первенства, участник двух зимних Олимпийских игр. Основатель горнолыжного курорта «Уотервилл-Вэлли» в штате Нью-Гэмпшир.

## Биография
Том Коркоран родился 16 ноября 1931 года в городе Иокогама, Япония, детство провёл в Канаде — учился в школе в Сен-Жовит, где впервые начал кататься на лыжах по склонам местного горнолыжного курорта. Позже поступил в Дартмутский колледж, состоял в университетской команде по горнолыжному спорту, выступая на различных студенческих соревнованиях.
Окончив колледж в 1953 году, продолжил карьеру горнолыжника, достаточно успешно выступал в зачёте национального первенства США, став чемпионом страны в общей сложности четыре раза. Представлял лыжный клуб горы Мансфилд.
В 1956 году вошёл в основной состав американской национальной сборной и благодаря череде удачных выступлений удостоился права защищать честь страны на зимних Олимпийских играх в Кортина-д’Ампеццо — в итоге занял здесь 19 место в слаломе и стал 14 в программе гигантского слалома.
Принимал участие в чемпионате мира 1958 года в Бадгастайне, но попасть здесь в число призёров не смог.
Находясь в числе лидеров горнолыжной команды США, Коркоран благополучно прошёл отбор на Олимпийские игры в Скво-Вэлли — на сей раз показал девятый результат в слаломе, тогда как в гигантском слаломе остановился в шаге от пьедестала почёта, расположившись в итоговом протоколе соревнований на четвёртой строке (на тот момент это был лучший результат за всю историю американского олимпийского горнолыжного спорта — он был превзойдён лишь в 2002 году Боде Миллером, выигравшим серебряную медаль).
После завершения карьеры профессионального спортсмена в 1966 году Том Коркоран открыл собственный горнолыжный курорт «Уотервилл-Вэлли» на горном хребте Уайт-Маунтинс в штате Нью-Гэмпшир. Курорт со временем приобрёл большую известность, его посещали многие знаменитости, в частности здесь регулярно отдыхали представители семьи Кеннеди. «Уотервилл-Вэлли» неоднократно становился местом проведения крупных соревнований по горнолыжному спорту, в том числе принимал этапы Кубка мира.
В течение некоторого времени Коркоран занимал должности директора и председателя Национальной ассоциации лыжных зон.
За выдающиеся спортивные достижения в 1978 году был введён в Зал славы лыжного спорта Соединённых Штатов.
Умер 27 июня 2017 года на острове Сибрук-Айленд, штат Южная Каролина, в возрасте 85 лет.